# Tom à la ferme
Tom à la ferme (Tom en la granja) es una película de drama psicológico del 2013, dirigida por el actor, director y guionista canadiense, Xavier Dolan. Está basada en la obra de teatro homónima de Michel Marc Bouchard. Fue proyectada el 2 de septiembre en la competencia principal del Festival Internacional de Cine de Venecia de 2013 donde ganó el premio de la federación. También se proyectó en el Festival Internacional de Cine de Toronto en la presentación especial.

## Sinopsis
Tom, un joven escritor publicitario, viaja al campo para asistir al funeral de su novio Guillaume, quien murió en un accidente de tráfico. Se asombra al descubrir que nadie sabía quién era, ni de su relación con el fallecido. El hermano de Guillaume, Francis, rápidamente marca los lineamientos que deben seguir para proteger el nombre de la familia y a su madre, Agatha. Tom entonces tiene que fingir como pacificador en una casa cuyo oscuro pasado anuncia aún más problemas para su viaje a la granja.

## Producción
Xavier Dolan, después de terminar su película del 2012 Laurence Anyways, consideró que "se necesitaba un cambio de dirección", ya que en sus propias palabras, las tres películas anteriores tenían que ver con el tema de un amor imposible. Habiendo visto la producción de la obra un año antes, habló con Bouchard sobre adaptarla al cine. Él estaba fascinado por la violencia y brutalidad de la obra y pensó que podía explorarse aún más en la pantalla. A Dolan también le había gustado el papel de la madre en la obra, dado que "madres e hijos.. madres exhaustas resulta muy atractivo" para él.
Inicialmente Dolan tenía la idea de no usar música en la película. Pensó que el silencio, los sonidos del viento sibilante y pisos de madera que crujían podría incrementar la tensión. Se desechó la idea en la posproducción y le pidió al ganador del premio de la Academia Gabriel Yared que hiciera la banda sonora.

## Recepción
La película ha recibido críticas favorables. Los críticos de Rotten Tomatoes dan una puntuación de 77% de respuestas positivas basado en 60 reseñas, con un puntaje promedio de 7.1/10. Peter Bradshaw de The Guardian la describió como "una [película] intrigante enredada con pasión y miedo". Tara Bradley de Irish Times la puntuó con cuatro de cinco estrellas y la aclamó como «el trabajo de un genio», en el cual Dolan «transforma la obra original de Bouchard, en un thriller único y enigmático».
Guy Lodge de Variety también escribió una reseña positiva de la película, citándola como "Uno de los mejor logrados y agradables a la fecha... también la más viable comercialmente". Alabó la "gloriosa" banda sonora de Yared y la "hermosa" cinematografía de André Turpin.
David Ehrlich en su crítica para Film.com, le dio a la película una calificación de 7.7, escribiendo que "Tom en la granja es ocasionalmente impenetrable omo drama, es raramente menos que cautivante como una prueba de suspenso". Ehrlich también añadió que "ciertas escenas se sienten como si sólo existieran para proveer un telón de fondo para la apremiante banda sonora de Gabriel Yared".
David Rooney de The Hollywood Reporter reseñó la película desfavorablemente y criticó a Dolan por estar auto obsesionado. Escribió "También es difícil tomar seriamente la película cuando escena tras escena muestra la cara del director con una intoxicación de desmayo. Se muestran tomas de Tom y se muestran y después algunas más, en la llanta de su auto, en los campos de maíz, corriendo en cámara lenta con sus rubios mechones de pelo bailando en la brisa, sentado pensativamente en una cama en ropa interior o mirando hacia afuera por la puerta de malla mosquitera mientras una única lágrima atraviesa su cara, como Anne Hathaway en Los miserables". Dolan le respondió en un tuit: "Puedes besar mi culo narcisista".

## Reparto
- Xavier Dolan como Tom Podowski.
- Pierre-Yves Cardinal como Francis Longchamp.
- Lise Roy como Agathe Longchamp.
- Évelyne Brochu como Sarah Thibault.
- Manuel Tadros como Barman.
- Anne Caron como Doctor.
- Jacques Lavallée como Sacerdote.

## Premios y nominaciones
| Award                                     | Category                    | Recipient(s)                                                      | Result   |
| ----------------------------------------- | --------------------------- | ----------------------------------------------------------------- | -------- |
| Festival Internacional de Cine de Venecia | Golden Lion                 | Xavier Dolan                                                      | Nominado |
| Festival Internacional de Cine de Venecia | Premio FIPRESCI             | Xavier Dolan                                                      | Ganador  |
| Premios de Cine Canadienses               | Mejor película              |                                                                   | Nominado |
| Premios de Cine Canadienses               | Mejor dirección             | Xavier Dolan                                                      | Nominado |
| Premios de Cine Canadienses               | Mejor actriz de reparto     | Evelyne Brochu                                                    | Nominado |
| Premios de Cine Canadienses               | Mejor actor de reparto      | Pierre-Yves Cardinal                                              | Ganador  |
| Premios de Cine Canadienses               | Mejor guion adaptado        | Michel Marc Bouchard y Xavier Dolan                               | Nominado |
| Premios de Cine Canadienses               | Mejor audio general         | François Grenon, Olivier Goinard, Sevan Koryan y Sylvain Brassard | Nominado |
| Premios de Cine Canadienses               | Mejor edición de sonido     | Guy Francoeur, Isabelle Favreau y Sylvain Brassard                | Nominado |
| Premios de Cine Canadienses               | Mejor banda sonora original | Gabriel Yared                                                     | Nominado |